# Ново Селише
Ново Селише (хорв. Novo Selište) — населений пункт у Хорватії, у Сисацько-Мославинській жупанії у складі міста Петриня.

## Населення
Населення за даними перепису 2011 року становило 321 осіб.
Динаміка чисельності населення поселення:

## Клімат
Середня річна температура становить 10,90 °C, середня максимальна – 25,06 °C, а середня мінімальна – -5,65 °C. Середня річна кількість опадів – 957 мм.
| Клімат поселення                              | Клімат поселення | Клімат поселення | Клімат поселення | Клімат поселення | Клімат поселення | Клімат поселення | Клімат поселення | Клімат поселення | Клімат поселення | Клімат поселення | Клімат поселення | Клімат поселення | Клімат поселення |
| Показник                                      | Січ.             | Лют.             | Бер.             | Квіт.            | Трав.            | Черв.            | Лип.             | Серп.            | Вер.             | Жовт.            | Лист.            | Груд.            |                  |
| Середній максимум, °C                         | 6,81             | 8,55             | 12,98            | 17,30            | 21,97            | 25,06            | 23,83            | 23,17            | 19,54            | 14,65            | 9,28             | 5,11             |                  |
| Середня температура, °C                       | 0,58             | 2,30             | 6,76             | 11,05            | 15,74            | 18,82            | 20,51            | 19,82            | 16,21            | 11,30            | 5,94             | 1,77             |                  |
| Середній мінімум, °C                          | −5,65            | −3,92            | 0,53             | 4,82             | 9,51             | 12,58            | 17,16            | 16,49            | 12,88            | 7,96             | 2,62             | −1,56            |                  |
| Норма опадів, мм                              | 59               | 56               | 65               | 77               | 83               | 94               | 85               | 89               | 88               | 91               | 96               | 74               |                  |
| Середньомісячна швидкість вітру, м/с          | 1.76             | 1.90             | 2.30             | 2.20             | 2.00             | 1.90             | 1.80             | 1.70             | 1.67             | 1.71             | 1.80             | 1.80             |                  |
| Середньомісячна сонячна радіація, кДж/м²·день | 4265             | 7021             | 10669            | 15153            | 19382            | 21413            | 22515            | 19571            | 14454            | 8961             | 4738             | 3473             |                  |
| --------------------------------------------- | ---------------- | ---------------- | ---------------- | ---------------- | ---------------- | ---------------- | ---------------- | ---------------- | ---------------- | ---------------- | ---------------- | ---------------- | ---------------- |
| Джерело:                                      |                  |                  |                  |                  |                  |                  |                  |                  |                  |                  |                  |                  |                  |